# Jahneiche (Stuttgart-Zuffenhausen)

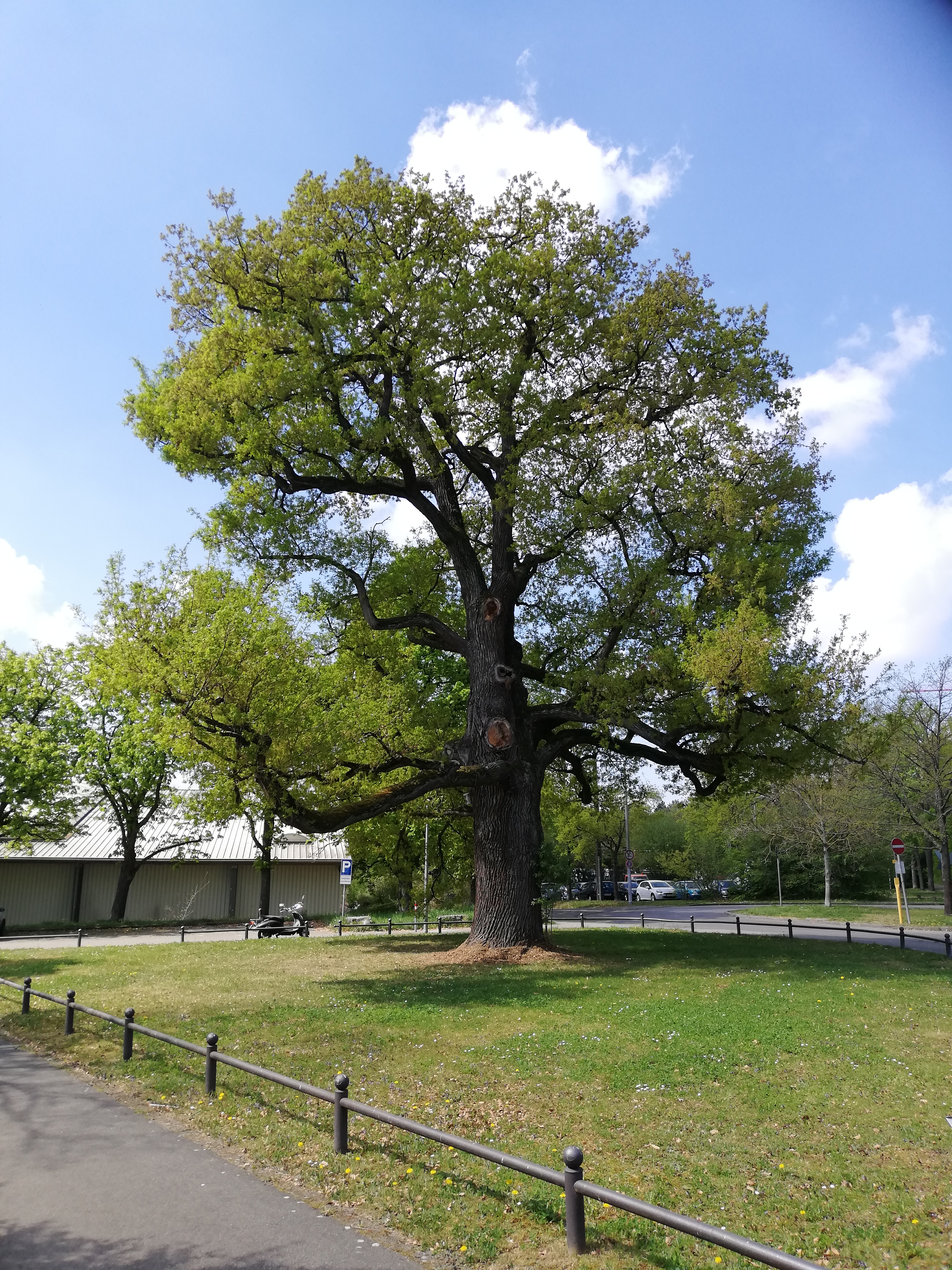
Jahneiche in Zuffenhausen

Die Jahneiche ist ein Naturdenkmal im Stuttgarter Stadtteil Zuffenhausen. Die Stieleiche im Bereich der Einmündung der Langen Allee in die heutige Marconistraße wird bereits 1711 als stattlicher alter Baum erwähnt, bei dem Herzog Eberhard Ludwig einen Jagdpavillon für sein Jagdrevier auf der Schlotwiese errichten ließ. Anlässlich des 40-jährigen Jubiläums des Turnvereins Zuffenhausen erhielt sie 1929 nach dem „Turnvater“ Friedrich Ludwig Jahn die Bezeichnung Jahneiche.